# Reifträgerloch
Das Reifträgerloch (polnisch Kocioł Szrenicki) ist eine große Nivationsnische unterhalb des Hauptgrats des Riesengebirges in Polen.

## Lage
Das Gebiet liegt unterhalb des Sokolnik-Gipfels, oberhalb von Szklarska Poręba (Schreiberhau), etwa 5 km entfernt in nördlicher Richtung gelegen. Im Westen grenzt es an den Osthang des Reifträgers (polnisch Szrenica, tschechisch Jínonoš), im Osten an den Veilchenstein (polnisch Łabski Szczyt, tschechisch Violík).

## Entstehung
Erdzeitlich können die Gestaltung und das heutige Aussehen des Riesengebirges vermutlich auf die jüngste Vergletscherung im nördlichen Europa während des pleistozänen Eiszeitalters zurückgeführt werden. Am Ende dieser Weichsel-Kaltzeit genannten Periode vor etwa 12.000 Jahren entstand auch die Ostsee, daher ist die Bezeichnung „Baltische Eiszeit“ ebenso gültig.
Die Nivationsnische am Reifträger selbst ist das Ergebnis von Schneeablagerungen im oberen Teil eines bereits bestehenden Tals. Der Schnee schmolz auch während der wärmeren Jahreszeit nicht ab, sondern vereiste. Ein „perennierender“ Schneefleck (lateinisch perennis ‚beständig‘) aus Firn (althochdeutsch = alt) war entstanden. Weitere Schneefälle bedeckten die Altschneedecke und nach und nach wuchs eine Folge von Firnschichten an, die durch ihr Eigengewicht mehr und mehr vereisten, was die Gesteinsabtragung hangaufwärts verstärkte. Am unteren Ende des Schneeflecks durchweichte Schmelzwasser zusätzlich den im Sommer aufgetauten Boden und begünstigte den Materialabtransport durch Solifluktion (Bodenfließen). Dieser Prozess wiederholte sich über einen längeren Zeitraum, bis schließlich eine Nische entstanden war, mit einer gegenüber der näheren Umgebung merklich steileren Rückseite und einem flacheren Boden.
Eine Nivationsnische ist unter bestimmten Umständen die Vorstufe zur Entstehung eines Kars. Dass dies am Reifträgerloch nicht entstand, kann verschiedene Ursachen haben (mögliche Faktoren sind die Härte des umgebenden Gesteins, die Dauer des Prozesses sowie die Niederschlagsmengen). Der obere Teil des Tales wurde zumindest weniger stark erodiert. Es kam weder zur Bildung einer Gletscherzunge oder Moränen noch zur Ausformung eines sogenannten Karriegels, einer talseitigen Felsschwelle, die selbstverstärkend ein Abfließen der Eismassen erschwerte und die Vertiefung des Karbodens sowie die weitere Erosion des Talschlusses begünstigte.
Lediglich am östlichen Rand entstand durch die zunehmende Frostverwitterung ein sogenanntes Frostkliff, wie es auch vielerorts bei Karen zu beobachten ist: die Bräuerhansens Steine (Borówczane Skały) auf der Hangleiste am Nordhang des Veilchensteins. Die Felsgruppe aus Granit trägt wie alle Granitaufschlüsse im Riesengebirge ausgeprägte Spuren der sogenannten Wollsackverwitterung, welche hauptsächlich für die stark abgerundeten Ecken und Kanten der einzelnen Felsblöcke verantwortlich ist.
Auf der polnischen Seite des Riesengebirges gibt es acht „Kessel“ (wie aus Karten und Bezeichnungen hervorgeht), obwohl die Fachleute von der Nationalparkverwaltung nur sechs angeben und das Reifträgerloch nicht mitrechnen, denn die Merkmale eines Gletscherkessels sind hier nicht erfüllt und der polnische Namensteil „Kocioł = Kessel“ nicht zutreffend.

## Hydrologie
Das Gebiet wird von zahlreichen kleinen, namenlosen Wasseradern entwässert, die am Osthang des Reifträgers den Szrenicki Potok (Reifträger-bach oder -floss) speisen bzw. an der Südwestflanke des Veilchensteins dem Bystry Potok (Obere Kochel) zufließen. Letzterer mündet am unteren Ende der Nische von rechts kommend auf einer Höhe von 840 Metern in den Reifträgerbach. Dieser ist wiederum ein Zufluss der Kochel (auch Niedere Kochel, polnisch Szklarka) und gehört zum Flusssystem Oder → Ostsee.

## Vegetation
Die senkrechten Granitwände kurz unterhalb des Sokolnik-Gipfels sind mit Latschenkiefern bewachsen, darunter finden sich Wiesen, Borstgras und bis zu zwei Meter hohe Exemplare des Gebirgs-Frauenfarns (Athyrium distentifolium). Der Boden der Nische ist nicht besonders steil; daher auch sehr feucht und ein sehr interessantes Beispiel für ein Hangmoor mit einer ausgesprochen vielfältigen Pflanzenwelt, von der hier nur wenige Vertreter als Beispiel genannt werden: Moor-Blaugras (Sesleria uliginosa Opiz), Igel-Segge (Carex echinata), Sumpf-Veilchen (Viola palustris) und das Schmalblättrige Wollgras.
Der unterste Abschnitt des Geländes ist von Gebirgsnadelwald bedeckt, hauptsächlich aus Fichtenbeständen.

## Tourismus und Naturschutz
Das Gebiet liegt im polnischen Nationalpark Karkonoski Park Narodowy (KPN). Das bedeutet, neben einem umfangreichen Artenschutz, dass die befestigten Wege, die an den Rändern entlangführen, nicht verlassen werden dürfen. Der innere und feuchteste Teil der Nische ist somit nicht erreichbar. So liegt hier wahrscheinlich einer der ruhigsten und am wenigsten spektakulären Orte mit Zeichen der letzten Eiszeit im Riesengebirge. Nur wenige wissen überhaupt von seiner Existenz. Der Eindruck, den er auf den durchschnittlichen Touristen macht, ist vermutlich nur undeutlich und weder majestätisch noch einzigartig.
Die Wanderwege sind wie folgt gekennzeichnet:

▬ Der blau markierte „Böhmische Weg“ ist besonders erwähnenswert, da er einem alten Handelsweg folgt, der von Schreiberhau zur „Alten Schlesische Baude“ führt.

▬ Ein Wanderweg mit einem grünen Wegzeichen verläuft oberhalb des Reifträgerlochs von der Grenzwiese (Hala Szrenicka) zur „Alten Schlesische Baude“ (Schronisko PTTK „Pod Łabskim Szczytem“).

▬ Einer gelben Markierung folgend kann man von dort aus die Felsformation Kukułcze Skały (Kuckuckssteine) erreichen, nur etwa 800 Meter südwestlich der Bräuerhansens Steine.

▬ Zum rot beschilderten „Weg der polnisch-tschechischen Freundschaft“ besteht ebenfalls eine Verbindung, die den Besuch weiterer Felsplastiken ermöglicht. Direkt am Weg und ganz in der Nähe liegen die Sausteine (Trzy Świnki), die Quarksteine (Twarożnik) und am Nordhang des Reifträgers gibt es noch die Pferdekopfsteine (Końskie Łby).